# Челтенем Тауншип (округ Монтгомері, Пенсільванія)
Челтенем Тауншип (англ. Cheltenham Township) — селище (англ. township) в США, в округах Філадельфія і Монтгомері штату Пенсільванія. Населення — 37 452 особи (2020).

### Клімат
| Клімат : Челтенем Тауншип | Клімат : Челтенем Тауншип | Клімат : Челтенем Тауншип | Клімат : Челтенем Тауншип | Клімат : Челтенем Тауншип | Клімат : Челтенем Тауншип | Клімат : Челтенем Тауншип | Клімат : Челтенем Тауншип | Клімат : Челтенем Тауншип | Клімат : Челтенем Тауншип | Клімат : Челтенем Тауншип | Клімат : Челтенем Тауншип | Клімат : Челтенем Тауншип | Клімат : Челтенем Тауншип |
| Показник                  | Січ.                      | Лют.                      | Бер.                      | Квіт.                     | Трав.                     | Черв.                     | Лип.                      | Серп.                     | Вер.                      | Жовт.                     | Лист.                     | Груд.                     | Рік                       |
| Середній максимум, °C     | 4,8                       | 6,6                       | 11,1                      | 17,4                      | 22,8                      | 27,9                      | 30,2                      | 29,4                      | 25,6                      | 19,3                      | 13,3                      | 7,2                       | 18,0                      |
| Середня температура, °C   | 0,7                       | 2,2                       | 6,2                       | 12,1                      | 17,3                      | 22,7                      | 25,2                      | 24,4                      | 20,4                      | 14,1                      | 8,6                       | 3,2                       | 13,1                      |
| Середній мінімум, °C      | −3,4                      | −2,3                      | 1,3                       | 6,7                       | 11,9                      | 17,3                      | 20,2                      | 19,5                      | 15,3                      | 8,9                       | 4,0                       | −0,9                      | 8,3                       |
| Норма опадів, мм          | 88                        | 70                        | 104                       | 100                       | 105                       | 105                       | 126                       | 108                       | 109                       | 94                        | 89                        | 100                       | 1198                      |
| Вологість повітря, %      | 65.5                      | 61.6                      | 57.3                      | 57.2                      | 61.4                      | 63.5                      | 65.0                      | 66.9                      | 68.0                      | 67.9                      | 66.5                      | 66.6                      | 64.0                      |
| ------------------------- | ------------------------- | ------------------------- | ------------------------- | ------------------------- | ------------------------- | ------------------------- | ------------------------- | ------------------------- | ------------------------- | ------------------------- | ------------------------- | ------------------------- | ------------------------- |
| Джерело: PRISM            |                           |                           |                           |                           |                           |                           |                           |                           |                           |                           |                           |                           |                           |

## Демографія
Згідно з переписом 2010 року, у селищі мешкали 36 793 особи в 14 468 домогосподарствах у складі 9262 родин. Було 15409 помешкань
Расовий склад населення:
| - 57,4 % — білих - 31,1 % — чорних або афроамериканців - 7,7 % — азіатів - 0,2 % — корінних американців - 1,1 % — осіб інших рас |

До двох чи більше рас належало 2,5 %. Частка іспаномовних становила 3,9 % від усіх жителів.
За віковим діапазоном населення розподілялося таким чином: 20,6 % — особи молодші 18 років, 63,3 % — особи у віці 18—64 років, 16,1 % — особи у віці 65 років та старші. Медіана віку мешканця становила 40,0 року. На 100 осіб жіночої статі у селищі припадало 83,4 чоловіків;  на 100 жінок у віці від 18 років та старших — 78,5 чоловіків також старших 18 років.
Середній дохід на одне домашнє господарство  становив 99 835 доларів США (медіана — 76 521), а середній дохід на одну сім'ю — 125 806 доларів (медіана — 99 712). Медіана доходів становила 70 742 долари для чоловіків та 50 964 долари для жінок. За межею бідності перебувало 8,2 % осіб, у тому числі 7,5 % дітей у віці до 18 років та 4,9 % осіб у віці 65 років та старших.
Цивільне працевлаштоване населення становило 18 760 осіб. Основні галузі зайнятості: освіта, охорона здоров'я та соціальна допомога — 35,6 %, науковці, спеціалісти, менеджери — 12,1 %, роздрібна торгівля — 9,7 %, фінанси, страхування та нерухомість — 8,9 %.